# Kanuslalom-Europameisterschaften 2024
Die Kanuslalom-Europameisterschaften 2024 wurden vom 15. bis 19. Mai in der slowenischen Hauptstadt Ljubljana ausgetragen. Austragungsort der Wettkämpfe war der Tacen Whitewater Course. 

## Ergebnisse

### Männer
| Disziplin         | Gold                                                  | Silber                                                      | Bronze                                                        |
| ----------------- | ----------------------------------------------------- | ----------------------------------------------------------- | ------------------------------------------------------------- |
| C1                | Žiga Lin Hočevar                                      | Luka Božič                                                  | Benjamin Savšek                                               |
| C1 Team           | Slowenien Benjamin Savšek Luka Božič Žiga Lin Hočevar | Tschechien Jiří Prskavec Lukáš Rohan Václav Chaloupka       | Slowakei Matej Beňuš Michal Martikán Marko Mirgorodský        |
| K1                | Giovanni De Gennaro                                   | Mario Leitner                                               | Gelindo Chiarello                                             |
| K1 Team           | Tschechien Jiří Prskavec Vít Přindiš Jakub Krejčí     | Österreich Felix Oschmautz Mario Leitner Moritz Kremslehner | Frankreich Titouan Castryck Anatole Delassus Vincent Delahaye |
| Kajakcross Einzel | Vít Přindiš                                           | Jonny Dickson                                               | Martin Dougoud                                                |
| Kajakcross        | Joseph Clarke                                         | Jan Rohrer                                                  | David Llorente                                                |

### Frauen
| Disziplin         | Gold                                                        | Silber                                                | Bronze                                                       |
| ----------------- | ----------------------------------------------------------- | ----------------------------------------------------- | ------------------------------------------------------------ |
| C1                | Andrea Herzog                                               | Gabriela Satková                                      | Marjorie Delassus                                            |
| C1 Team           | Tschechien Tereza Kneblová Gabriela Satková Martina Satková | Slowenien Eva Alina Hočevar Lea Novak Alja Kozorog    | Großbritannien Mallory Franklin Kimberley Woods Ellis Miller |
| K1                | Klaudia Zwolińska                                           | Zuzana Paňková                                        | Mallory Franklin                                             |
| K1 Team           | Slowenien Eva Terčelj Eva Alina Hočevar Ajda Novak          | Frankreich Camille Prigent Emma Vuitton Coline Charel | Tschechien Antonie Galušková Kateřina Beková Tereza Fišerová |
| Kajakcross Einzel | Alena Marx                                                  | Klaudia Zwolińska                                     | Camille Prigent                                              |
| Kajakcross        | Alena Marx                                                  | Camille Prigent                                       | Nikita Setchell                                              |

## Medaillenspiegel
| Platz  | Land           | Gold | Silber | Bronze | Gesamt |
| ------ | -------------- | ---- | ------ | ------ | ------ |
| 1      | Tschechien     | 3    | 2      | 1      | 6      |
| 1      | Slowenien      | 3    | 2      | 1      | 6      |
| 3      | Schweiz        | 2    | 1      | 2      | 5      |
| 4      | Großbritannien | 1    | 1      | 3      | 5      |
| 5      | Polen          | 1    | 1      | –      | 2      |
| 6      | Deutschland    | 1    | –      | –      | 1      |
| 6      | Italien        | 1    | –      | –      | 1      |
| 8      | Frankreich     | –    | 2      | 3      | 5      |
| 9      | Österreich     | –    | 2      | –      | 2      |
| 10     | Slowakei       | –    | 1      | –      | 1      |
| 11     | Spanien        | –    | –      | 1      | 1      |
| Gesamt | Gesamt         | 10   | 10     | 10     | 30     |